# Ашура (награда)
Вижте пояснителната страница за други значения на Ашура.
Годишна награда за литература „Ашура“ е международна литературна награда, която се присъжда всяка година от 2015 г.
Наградата се присъжда от Фондация „Дебал Казаи“ на писатели, поети и учени, имащи изключителни заслуги в областта на ашурската литература.
Наградата се присъжда за най-добрите книги в 15 области. Освен това наградените произведения често се превеждат и издават в чужбина.
Носител на наградата се избира измежду 10 групи.